# 新里站 (韩国)
新里站（：／ Sin-ri yeok */?）是位于韩国全罗北道完州郡上關面新里路的一个车站，属于全罗线。

## 历史
- 1931年7月1日 - 落成使用。

## 相鄰車站
韓國鐵道公社
全羅線
全州－新里－竹林溫泉